# Eriophora fuliginea
Eriophora fuliginea là một loài nhện trong họ Araneidae.
Loài này thuộc chi Eriophora. Eriophora fuliginea được Carl Ludwig Koch miêu tả năm 1838.